# Gobernador regional de Ñuble
El gobernador de la Región de Ñuble es la autoridad elegida por voto popular mediante sufragio universal para ejercer el gobierno de la Región de Ñuble, Chile, como su representante natural e inmediato en dicho territorio. Además participa en la administración de la región, como órgano que integra el Gobierno Regional de Ñuble.

## Historia
Una reforma constitucional del año 2017 dispuso la elección popular del órgano ejecutivo del gobierno regional, creando el cargo de gobernador regional y estableciendo una delegación presidencial regional, a cargo de un delegado presidencial regional, el cual representa al poder ejecutivo y supervisa las regiones en conjunto a los delegados presidenciales provinciales. Tras las primeras elecciones regionales en 2021, y desde que asumieron sus funciones los gobernadores regionales electos, el 14 de julio de 2021, el cargo de intendente desapareció.

## Atribuciones y competencias
Entre las labores y facultades que tiene un gobernador regional se encuentran las siguientes:
- Asumir como Jefe de Servicio del Gobierno Regional (siendo representante judicial, nombramiento de funcionarios, etc).
- Competencias normativas, siendo la más relevante la de solicitar al Gobierno Central que le transfiera competencias radicadas en ministerios y servicios públicos, a su Gobierno Regional.
- Atribuciones para planificar, como la política regional de desarrollo o el plan regional de ordenamiento territorial; otra labor de la que se deberá encargar es la del presupuesto regional.
- Coordinar, supervigilar y fiscalizar a los servicios públicos que en el futuro puedan crearse, y que dependan o se relacionen con el Gobierno Regional.

## Gobernadores de la Región de Ñuble
| N°. | Gobernador(a) | Gobernador(a)           | Partido | Partido | Inicio              | Final       |
| --- | ------------- | ----------------------- | ------- | ------- | ------------------- | ----------- |
| 1.º |               | Óscar Crisóstomo Llanos |         | PS      | 14 de julio de 2021 | En el cargo |